# Неменко, Степан Алексеевич
Степан Алексеевич Неменко (1911—1983) — полковник Советской Армии, участник Великой Отечественной войны, Герой Советского Союза (1945).

## Биография
Степан Неменко родился 19 декабря 1911 года в селе Красноселье (ныне — Кропивницкий район Кировоградской области Украины). После окончания пяти классов школы в Москве работал в пекарне. В 1930 году Неменко был призван на службу в Рабоче-крестьянскую Красную Армию. В 1933 году он окончил Объединённую военную школу, в 1935 году — Борисоглебскую военную авиационную школу лётчиков. Участвовал в боях советско-финской войны. С начала Великой Отечественной войны — на её фронтах. В 1943 году Неменко ускоренным курсом окончил Военно-воздушную академию.
К марту 1945 года майор Степан Неменко был заместителем командира 825-го штурмового авиаполка 225-й штурмовой авиадивизии 15-й воздушной армии 2-го Прибалтийского фронта. К тому времени он совершил 90 боевых вылетов на штурмовку скоплений боевой техники и живой силы противника, нанеся ему большие потери.
Указом Президиума Верховного Совета СССР от 18 августа 1945 года за «образцовое выполнение боевых заданий командования на фронте борьбы с германским фашизмом и проявленные при этом отвагу и геройство» майор Степан Неменко был удостоен высокого звания Героя Советского Союза с вручением ордена Ленина и медали «Золотая Звезда» за номером 8629.
После окончания войны Неменко продолжил службу в Советской Армии. В 1956 году в звании полковника он был уволен в запас. Проживал в Тамбове. Умер 11 июня 1983 года, похоронен на Воздвиженском кладбище Тамбова.
Был награждён двумя орденами Ленина, двумя орденами Красного Знамени, орденами Александра Невского, Отечественной войны 1-й степени, двумя орденами Красной Звезды, рядом медалей.